# 斯塔克灣
67°3′S 58°4′E / 67.050°S 58.067°E
斯塔克灣（英語：Stack Bay）是南極洲的海灣，位於肯普地，該海灣根據挪威探險隊拍攝的空中照片被該國製圖師繪入地圖，現時由南極條約體系管理。